# Jerónimo Zurita y Castro
Jerónimo Zurita y Castro (Saragozza, 4 dicembre 1512 – Saragozza, 3 novembre 1580) è stato uno storico spagnolo.
Studiò in Alcalá de Henares presso il famoso ellenista Hernán Núñez, dove ottenne una profonda educazione umanistica e la conoscenza del greco e del latino.
Grazie all'influenza del padre, Miguel de Zurita, medico di Ferdinando II il Cattolico prima e di Carlo V poi, ottenne un posto da magistrato a Barbastro. Nel 1537 fu nominato dell'Inquisizione a Madrid e in seguito, nel 1548, cronista ufficiale del Regno di Aragona. Nel 1566 Filippo II lo nominò segretario del Consiglio dell'Inquisizione. Zurita mantenne questo incarico fino al 21 gennaio 1571, quando ottenne una sinecura nella sua città natale, e da allora si dedicò completamente alla stesura della sua opera Anales de la corona de Aragon (Annali della Corona di Aragona), il cui primo tomo era apparso nel 1562 e alla quale lavorò più di 30 anni. Fece in tempo a vedere conclusa la propria fatica, con la pubblicazione dell'ultimo tomo a Saragozza il 22 aprile 1580, appena sei mesi prima della sua morte.
Lo stile di Zurita è aspro e secco, ma l'opera è interessante per l'attenzione che egli dedica alla ricerca e alla verifica delle fonti: oltre a consultare gli archivi in Aragona, viaggiò infatti moltissimo in Europa, dai Paesi Bassi fino a Roma, Napoli e la Sicilia, raccogliendo documenti e materiale.